# La Lucila
La Lucila är en ort i Argentina.   Den ligger i provinsen Buenos Aires, i den centrala delen av landet, 16 km nordväst om huvudstaden Buenos Aires. La Lucila ligger 14 meter över havet och antalet invånare är 12 222.
Terrängen runt La Lucila är mycket platt. Havet är nära La Lucila åt nordost. Runt La Lucila är det mycket tätbefolkat, med 10 000 invånare per kvadratkilometer.. Närmaste större samhälle är Buenos Aires, 16,3 km sydost om La Lucila. 
Runt La Lucila är det i huvudsak tätbebyggt.